# Астровская, Алина Игоревна
Али́на Игоревна Астро́вская (укр. Аліна Ігорівна Астровська; род. 18 октября 1989, Донецк, УССР, СССР) — украинская телеведущая, певица и актриса

. Бывшая ведущая телепередачи «Орёл и решка».

## Биография
Родилась 18 октября 1989 года в Донецке. В 1997 году родители Астровской записали 8 - летнюю девочку в студию танцев на хореографию. Танцами занималась 9 лет и в итоге стала членом Ассоциации современных и эстрадных танцев Украины. Затем занялась балетом, позже увлеклась театральным творчеством. Окончив школу, в 2009 г. поступила Национальный университет культуры и искусств и уехала учиться в Киев.
В университете, помимо изучения PR-технологий и международного туризма, Астровская участвовала в концертах, конкурсах и студенческих мероприятиях. На втором курсе она попробовала попасть в украинский проект «Фабрика звезд-3» на Новом канале. Однако первая попытка оказалась неудачной. Вновь придя на кастинг в 2009 году, она стала участницей шоу. Вскоре Константин Меладзе специально для нее написал сольную песню «Не с тобой», которая стала хитом, а сама Астровская — узнаваемой и популярной исполнительницей. По окончании «Фабрики звезд» Алина стала обладательницей престижной премии «Золотая шарманка».
Широкая известность к ней пришла после работы ведущей в популярном шоу «Орёл и решка».

## Творчество
В 2010 году приняла участие в телепрограмме под названием «Life Show Parad» на региональном телеканале Донбасса и музыкальном телевизионном проекте «Шоу № 1».
В 2012 году группа продюсерских компаний TALANT подписала с Астровской контракт, и она вошла в состав участников женской музыкальной группы REAL O (укр.), где проработала пять лет. Дебютировала на экране (не считая участие в «Life Show Parad») в 2014 году на украинском шоу «Герої&Коханці» на «Новом канале».
В 2017 Астровская выпустила новый альбом «Касайся». Кроме выступлений на сцене под собственным брендом «ASTROVSKAYA», стала сотрудничать с российскими и украинскими музыкантами как поэт и композитор, выпустила стихотворный сборник «Моё».}
В 2018 году Астровская стала ведущей в телевизионном проекте «Орёл и решка», вместе со своим соведущим Колей Сергой, приняв участие сезонах «Орел и Решка 19 сезон: По морям 2», 20 и 21.
В 2018 году стала одной из участниц шоу телеканала «СТС» «Туристы», премьера которого состоялась 14 октября.
В 2020 году исполнила роль в комедийном фильме «Хэппи-энд».

## Личная жизнь
Первый раз вышла замуж в 18 лет за футболиста Евгения Бредуна. Через три года пара рассталась из-за измены мужа. С 2016 года была замужем за украинским бизнесменом по имени Игорь, с которым прожила два года.
В 2021 году вышла замуж за давнего друга и экс-ведущего программы «Орёл и решка. Шопинг» Антона Лаврентьева. 18 марта 2022 года родила сына. В 2023 году Антон сообщил о будущем втором ребенке. 

## Фильмография
- 2018—2020 — «Орёл и решка», телепередача
- 2019 — «Синтетическая любовь»
- 2020 — «Хэппи-энд» — Лена
- 2021 — «Серебряный волк» — Аглая, певица